# Seimu
Seimu, född 84, död 190, var regerande kejsare av Japan mellan 131 och 190.